# Olivia Tjandramulia
Olivia Tjandramulia (Jakarta, 11 mei 1997) is een tennisspeelster uit Australië. Tjandramulia werd geboren in Indonesië, maar groeide op in Australië. Zij begon op vijfjarige leeftijd met tennis. Haar favoriete ondergrond is hardcourt. Zij speelt rechtshandig en heeft een tweehandige backhand. Zij is actief in het internationale tennis sinds 2012.

## Loopbaan
In 2014 speelde Tjandramulia haar eerste WTA-toernooi in Hobart, in het enkel- en dubbelspel samen met Kimberly Birrell. De week daarna speelde zij via een wildcard op het dubbelspeltoernooi van het Australian Open, samen met Naiktha Bains, haar grandslamdebuut.
In augustus 2021 won Tjandramulia haar zevende dubbelspeltitel, op het $60k-ITF-toernooi van Santiago (Chili) samen met de Nederlandse Arianne Hartono.
In januari 2022 kwam Tjandramulia binnen op de top 150 van de wereldranglijst in het dubbelspel. In oktober won zij haar tiende dubbelspeltitel, op het $60k-ITF-toernooi van Saguenay (Canada) terug met de Nederlandse Arianne Hartono.
In juni 2023 haakte zij nipt aan bij de mondiale top 100 van het dubbelspel.

## Posities op deWTA-ranglijst
Positie per einde seizoen:
| jaar | rang enkelspel | rang dubbelspel |
| ---- | -------------- | --------------- |
| 2012 | –              | 829             |
| 2013 | 774            | 957             |
| 2014 | 991            | 1012            |
| 2015 | 533            | 702             |
| 2016 | 466            | 395             |
| 2017 | 390            | 256             |
| 2018 | 400            | 234             |
| 2019 | 481            | 255             |
| 2020 | 452            | 329             |
| 2021 | 518            | 161             |
| 2022 | 374            | 104             |

## Resultaten grandslamtoernooien
| Legenda | Legenda                          |
| ------- | -------------------------------- |
| g.t.    | geen toernooi gehouden           |
| l.c.    | lagere categorie                 |
| –       | niet deelgenomen                 |
| G       | uitgeschakeld in de groepsfase   |
| 1R      | uitgeschakeld in de eerste ronde |
| 2R      | uitgeschakeld in de tweede ronde |
| 3R      | uitgeschakeld in de derde ronde  |
| 4R      | uitgeschakeld in de vierde ronde |
| KF      | uitgeschakeld in de kwartfinale  |
| HF      | uitgeschakeld in de halve finale |
| F       | de finale verloren               |
| W       | het toernooi gewonnen            |
| w-v     | winst/verlies-balans             |

### Enkelspel
geen deelname

### Vrouwendubbelspel
| Australian Open | 1R | 1R | 1R | 1R |
| Roland Garros   | –  | –  | –  | –  |
| Wimbledon       | –  | –  | –  |    |
| US Open         | –  | –  | –  |    |